# Tharsis Montes
I Tharsis Montes (monti di Tharsis, in latino) sono un complesso di tre vulcani situati sulla superficie del pianeta Marte, in prossimità dell'equatore, ad ovest delle Valles Marineris.
I tre edifici vulcanici che compongono il complesso, da nord a sud, sono l'Ascraeus Mons, il Pavonis Mons e l'Arsia Mons. In direzione nordest è collocato l'Olympus Mons, il vulcano più elevato del sistema solare.

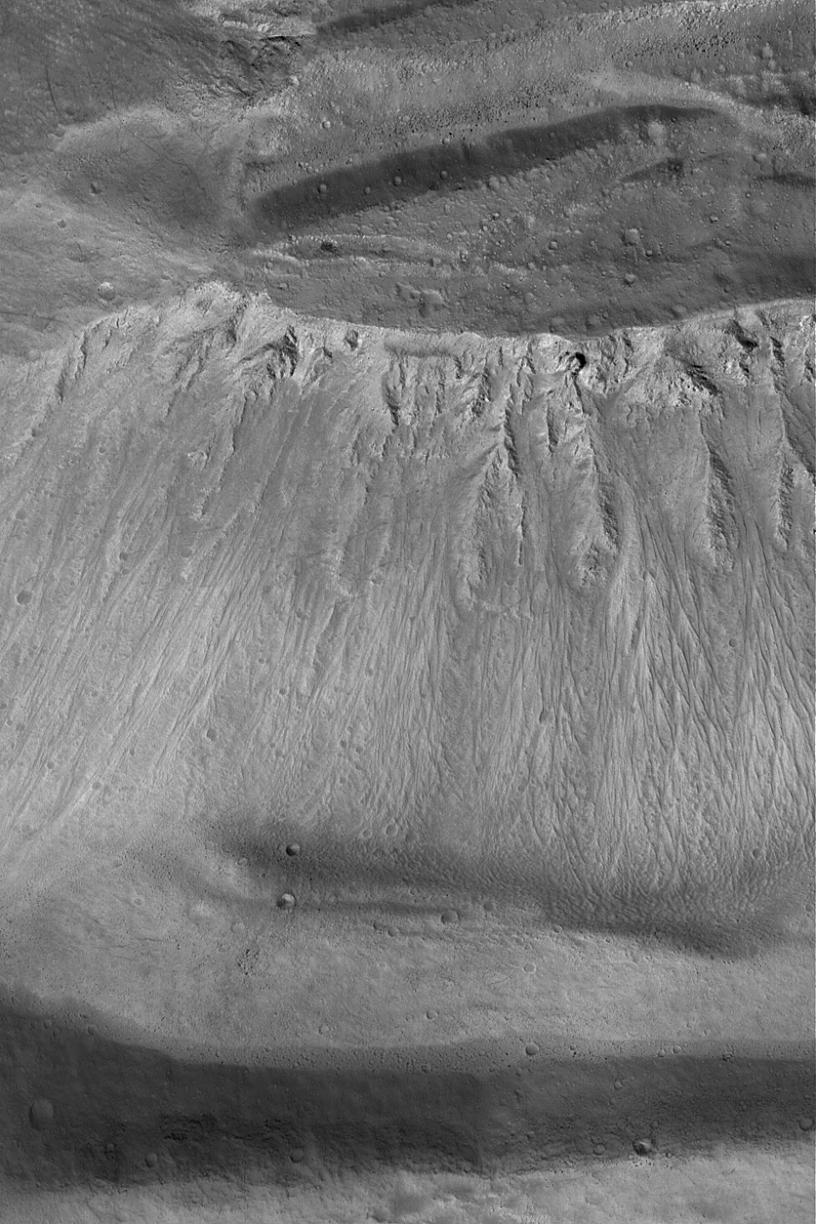
L'Ascraeus Mons.
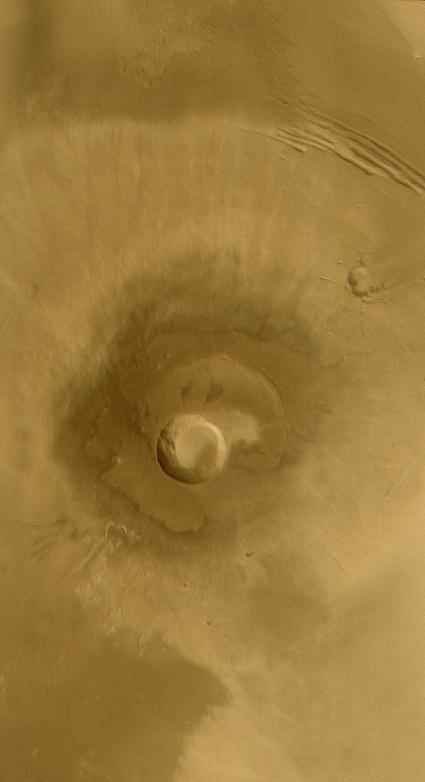
Il Pavonis Mons.
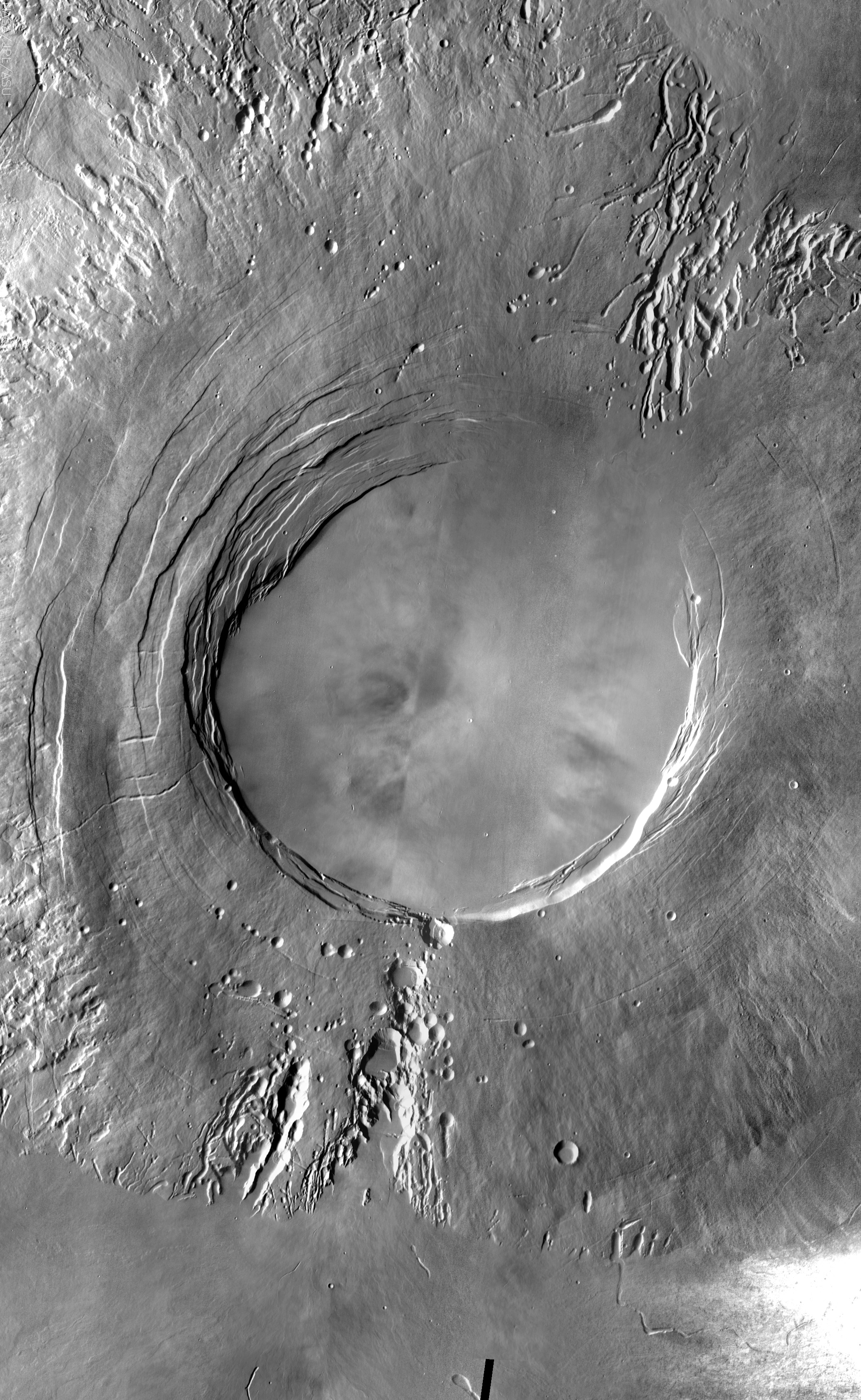
L'Arsia Mons.
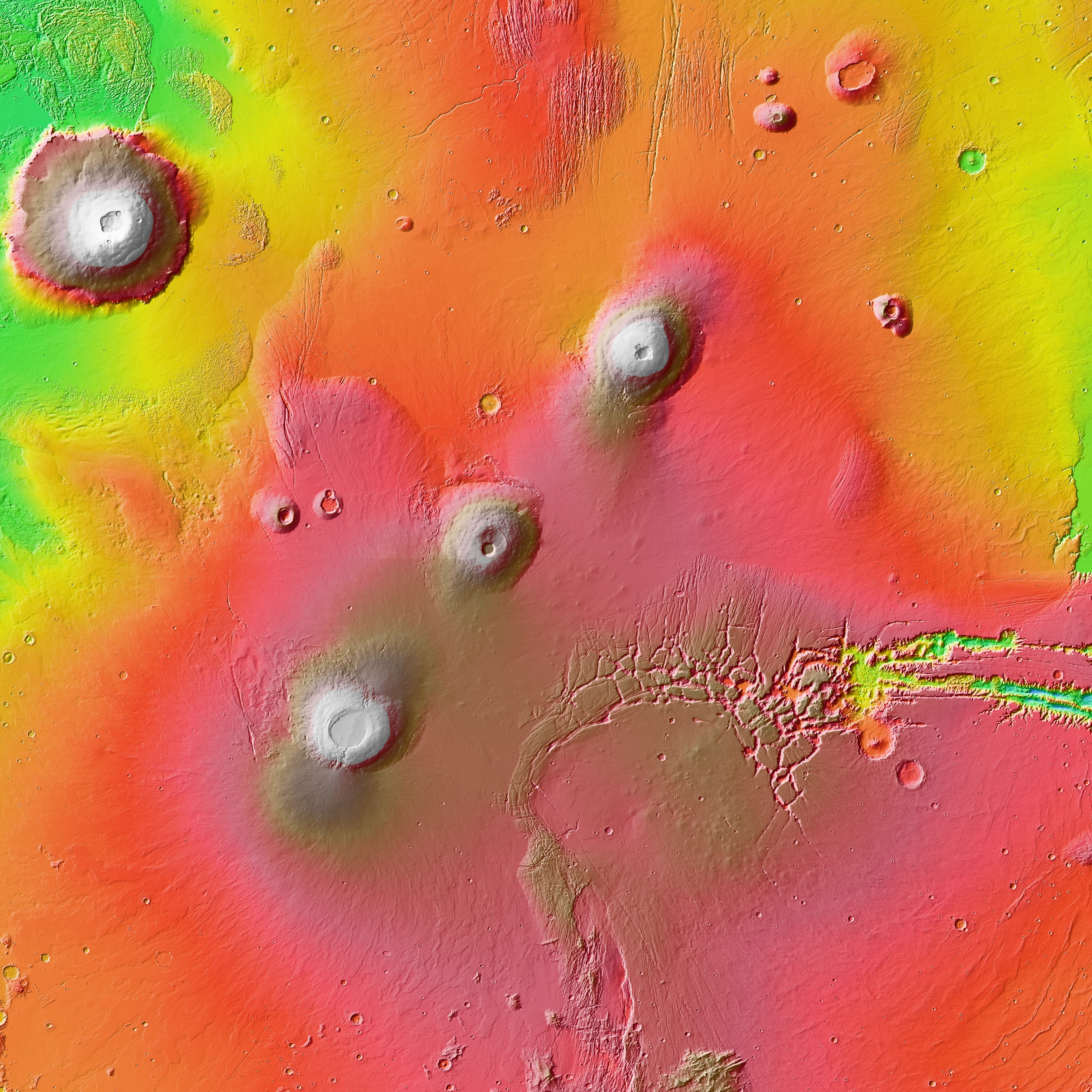
MOLA mappa topografica dei Montes Tharsis e dei loro dintorni. Olympus Mons è in alto a sinistra, la parte occidentale della Valles Marineris sistema di canyon è a destra.